# Itair José Veloso
Itair José Veloso (Faria Lemos, 10 de junho de 1930 — São Paulo, 25 de maio de 1975) foi um sindicalista e militante do Partido Comunista Brasileiro durante o período da ditadura militar. Foi morto em 1975, quando foi preso por agentes do DOI-CODI no Rio de Janeiro e morto sobre tortura em uma casa na cidade de São Paulo, segundo o ex-sargento Marival Chaves, do DOI-CODI, em entrevista para a revista Veja.

## Biografia
Nascido no dia 10 de julho de 1930, Itair José Veloso trabalhava como montador de calçados e apontador de obras, profissão em que faria com que o mineiro se tornasse um importante sindicalista. Sempre tendo sido favorável ao marxismo, em 1953 começou a integrar a Juventude do Partido Comunista. Em 1961, foi eleito para a direção do Sindicato dos Trabalhadores da Construção Civil de Niterói e Nova Iguaçu, alçando em seguida o posto de secretário-geral da Federação dos Trabalhadores da Construção Civil.
Durante o Governo João Goulart, Itair liderou uma delegação sindical brasileira que viajou para um encontro internacional de sindicalistas em Moscou. Era casado com Ivanilda da Silva Veloso, com quem teve quatro filhas, Yrlene Veloso Cherques, Ana Maria da Silva Veloso, Cátia da Silva Veloso e Valéria da Silva Veloso. Logo após o golpe militar de 64, sua casa foi invadida por policiais do DOPS de Niterói, que não o encontraram. Foi acusado de pertencer ao PCB e então passou a viver na clandestinidade.

## Morte
Existiram duas versões sobre a morte de Ivair. No dia 25 de maio de 1975, José Idair Veloso saiu de casa às 7h30 para um encontro com seus colegas do PCB, às 8h. O sindicalista disse para sua esposa que voltaria para casa às 12h para que fossem ao médico. Desde então, nunca mais sua família recebeu notícias.
De acordo com o depoimento do ex-sargento Marival Chaves, do DOI-CODI/SP, publicado na revista Veja do dia 18 de novembro de 1992, Itair José Veloso, aos 45 anos de idade, foi preso por agentes do órgão no Rio de Janeiro, durante a Operação Radar, e morreu sob tortura de choque térmico, numa casa de Itapevi, localizada no estado de São Paulo. Seu corpo teria sido jogado da ponte, nas imediações de Avaré, município localizado à 260 quilômetros de São Paulo. Desde então, o sindicalista está desaparecido e seu nome faz parte da lista anexa à Lei nº 9.140/95.

### Repercussão
Em 2017, a cinegrafista Beth Fromaggini produziu o documentário "Pastor Cláudio". O longa conta a história de Cláudio Guerra, um ex-delegado do Departamento da Ordem Política e Social (DOPS) do Espírito Santo e ex-agente do Serviço Nacional de Informações (SNI). Conhecido como Pastor Cláudio, nome que deu origem ao título do documentário, o agora bispo evangélico descreve com detalhes o trabalho que exerceu durante os anos de ditadura, em especial na “Operação Radar”, entre os anos de 1973 e 1976. Entre suas funções como delegado do DOPS, estava a de descartar corpos de torturados e desaparecidos políticos. Um dos métodos que o atual pastor contou ter utilizado foi a incineração.
Paralelamente, o documentário também acompanha a esposa de Idair, Ivanilda da Silva Veloso, e sua incessante busca atrás de pistas que indicassem o paradeiro do marido desaparecido durante o AI-5. Ao longo dos 94 minutos do filme, surge uma nova explicação para a morte do sindicalista: Idair teria sido preso pela Operação Radar.
A história de Ivanilda, mesmo após o documentário, não saiu dos pensamentos da diretora. Cinco anos após se conhecerem, a produtora encontrou uma segunda pista. O livro Memórias de Uma Guerra Suja, lançado em 2012 e escrito por Rogério Medeiros e Marcelo Netto, trazia algumas declarações de Cláudio Guerra, um ex-delegado do DOPS que também participara da Operação Radar. A gravação entre o ex-delegado e o psicólogo foi feita em único dia, ao longo de quatro horas, em 2015. Nessa entrevista, o então agente foi questionado sobre o paradeiro de 19 vítimas – uma delas sendo Idair. Cláudio Guerra apresentou uma história distinta daquela tida, até então, como a oficial.
A versão do agora pastor Cláudio havia mudado. Na época em que era delegado do DOPS e agente do SNI, Guerra conta que foi um dos militares que participaram da Operação Radar. Os militantes do PCB teriam sido torturados, mortos e levados até Guerra. O ex-delegado contou que incinerou as vítimas na Usina de Açúcar de Cambaíba, em Campos dos Goytacazes, no estado do Rio de Janeiro, localizado a cerca de 280 quilômetros da capital do estado.
Apesar de ter tido a responsabilidade de dar destino aos corpos, Cláudio Guerra matou pelo menos uma das vítimas – Nestor Vera. Segundo o ex-delegado, Nestor encontrava-se extremamente ferido após uma sessão de tortura. O ex-delegado caracterizou o disparo contra a vítima como um “gesto de misericórdia”.

## Operação Radar
A Operação Radar tinha como objetivo localizar e desarticular a infraestrutura do jornal Voz Operária em todo o território nacional. A operação, que estava parada, foi retomada no final de 1973 pelo DOI de São Paulo, em colaboração com outros DOIs e com o CIE, Centro de Informações do Exército. Isso desencadeou em prisões e perseguições por todo o Brasil, em estados como São Paulo, Rio de Janeiro, Minas Gerais, Bahia, Pernambuco, Rio Grande do Sul, Paraná e Santa Catarina.
Nestes últimos estados, as operações foram batizadas de Marumbi e Barriga Verde, como aconteceu também em outras regiões do país. Dessa vez, o DOI-CODI do II Exército visava também a eliminação de alguns dirigentes do PCB. Falava-se que “muitos deles já haviam sido presos – alguns mais de uma vez – e, mesmo assim, se revelaram insensíveis às punições aplicadas”.
Um documento confidencial do CISA, agência Rio de Janeiro, de 1975, mostra a colaboração entre os centros de informação e a abrangência nacional da investida da repressão contra o PCB: “Remetemos, para conhecimento, cópia xerox do relatório do inquérito policial, realizado pelo DOPS/SP, que apurou atividades do Partido Comunista Brasileiro, indiciando 105 militantes.
Clandestina, a solução dada pelos executores da Operação Radar foi o desaparecimento forçado dos corpos, após sessões de torturas e execuções sumárias. A operação foi comandada pelo chefe do DOI do II Exército, o tenente-coronel Audir dos Santos Maciel, em colaboração com oficiais do CIE, como os majores Paulo Magalhães e José Brant Teixeira.
Como se fazia no combate a grupos armados, formou-se um grupo secreto do qual participavam delegados do DOPS, como José Francisco Setta e Alcides Singillo. Foram usadas chácaras clandestinas para facilitar o desaparecimento forçado dos corpos.
Marival Chaves afirma que, depois da invasão da gráfica do jornal Voz Operária, Montenegro recebeu do partido 60 mil dólares para recuperar uma estrutura de impressão para o jornal. Uma equipe do DOI-CODI prendeu Montenegro, matou-o com a injeção de matar cavalos e depois foi à sua casa pegar os dólares. O dinheiro foi rateado pela cúpula do DOI-CODI.
Com a reabertura do Congresso Nacional, o líder da oposição na Câmara, deputado Alencar Furtado, do Paraná, da ala dos Autênticos do MDB, fez um contundente discurso contra a ditadura, em 27 de junho de 1977, fazendo referência direta aos desaparecidos políticos:
"É insuportável, mais de uma década de arbítrio.
O governo, fugindo da democracia, procura perpetuar-se no poder […]
O terror tornou-se árbitro do sistema. […]
O que queremos?
A inviolabilidade dos direitos da pessoa humana,
para que não haja lares em pranto, filhos órfãos de pais vivos, quem sabe mortos, talvez;
órfãos do talvez ou do quem sabe.
Para que não haja esposas que enviúvem com maridos vivos, quem sabe mortos, talvez;
viúvas do talvez ou do quem sabe."
Geisel teve que acionar o Ato Institucional nº 5 (AI-5), de 1968 para cassar o mandato de Alencar Furtado e suspender por dez anos seus direitos políticos. “A cassação, naquela época, era uma medalha de honra no peito da gente!”, disse Furtado, ao se referir ao episódio.